# Lecanora
Genre
Lecanora (du grec lekanon, « petit plat », allusion à la forme de ses apothécies) est un genre de lichens de la famille des Lecanoraceae.

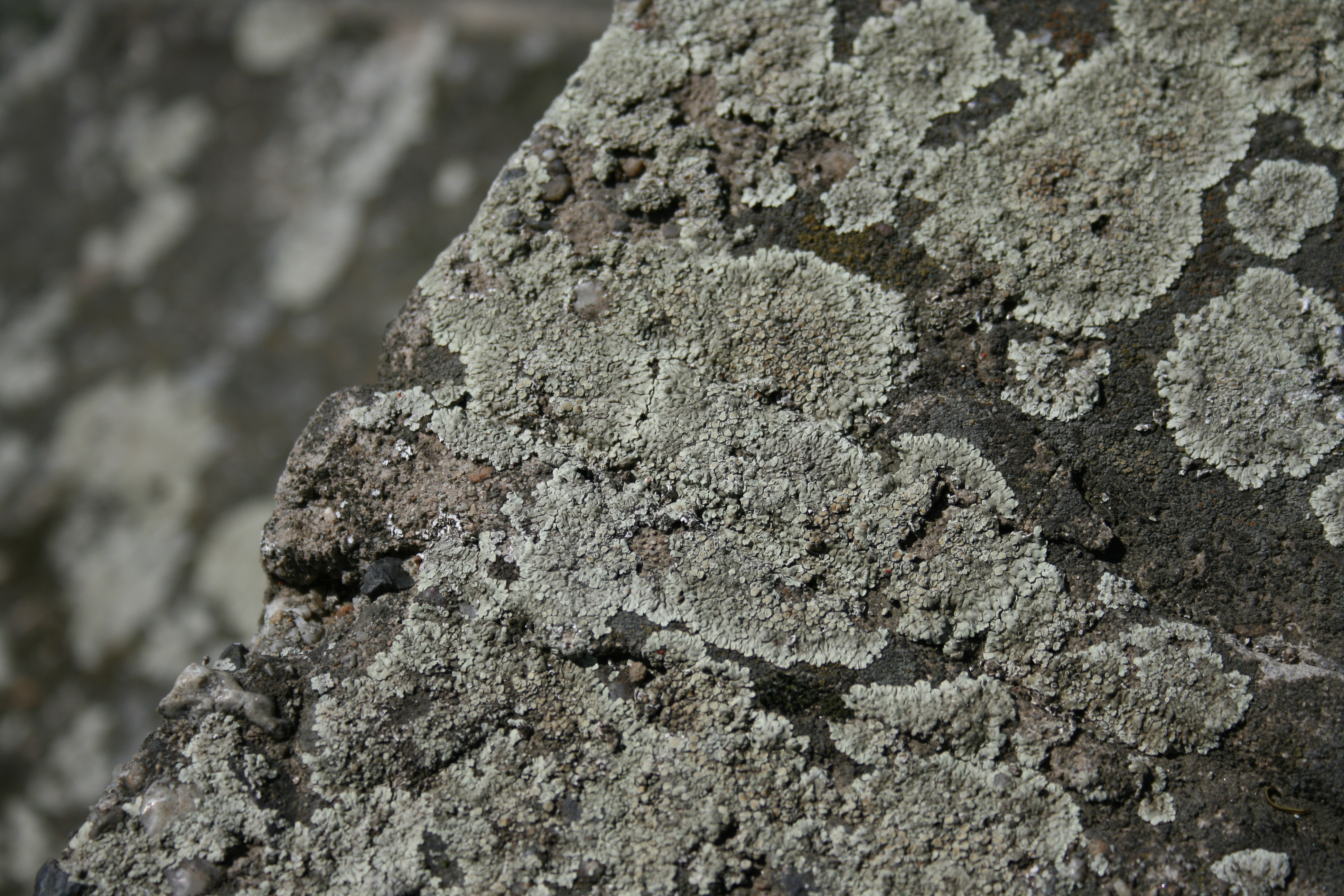
Lecanora cf. muralis sur les berges du canal Bega à Timisoara

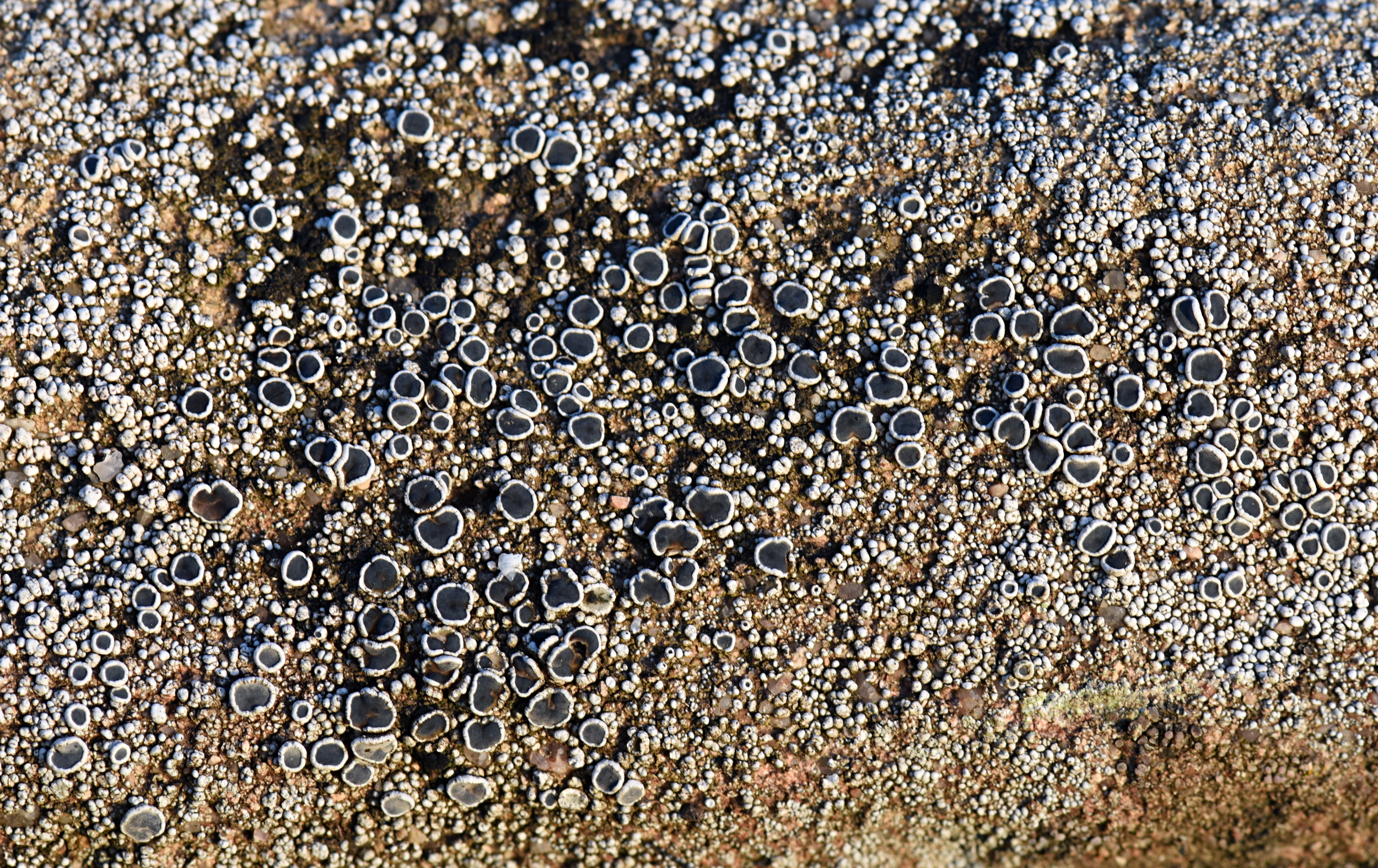
Lecanora sp sur le littoral californien

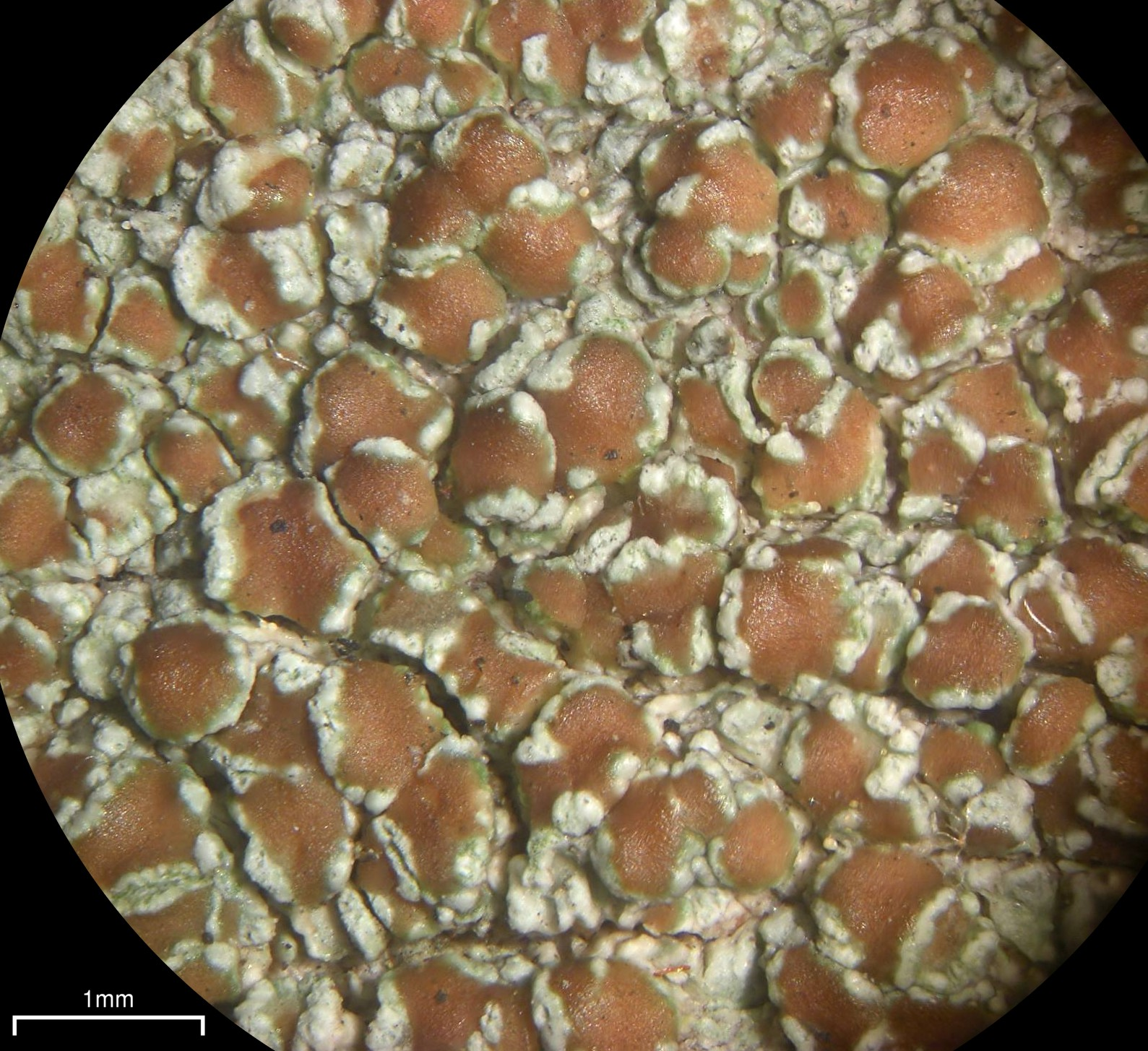
Lecanora cinereofusca

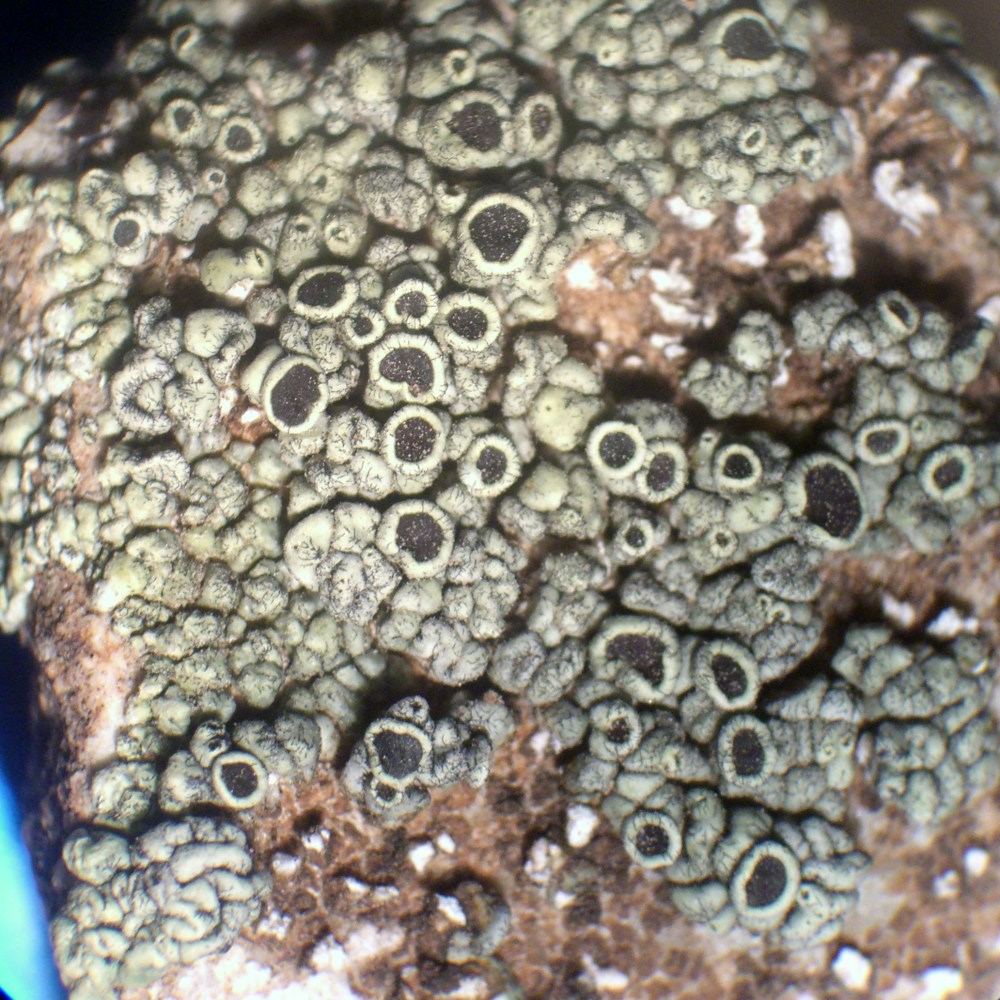
Lecanora argopholis

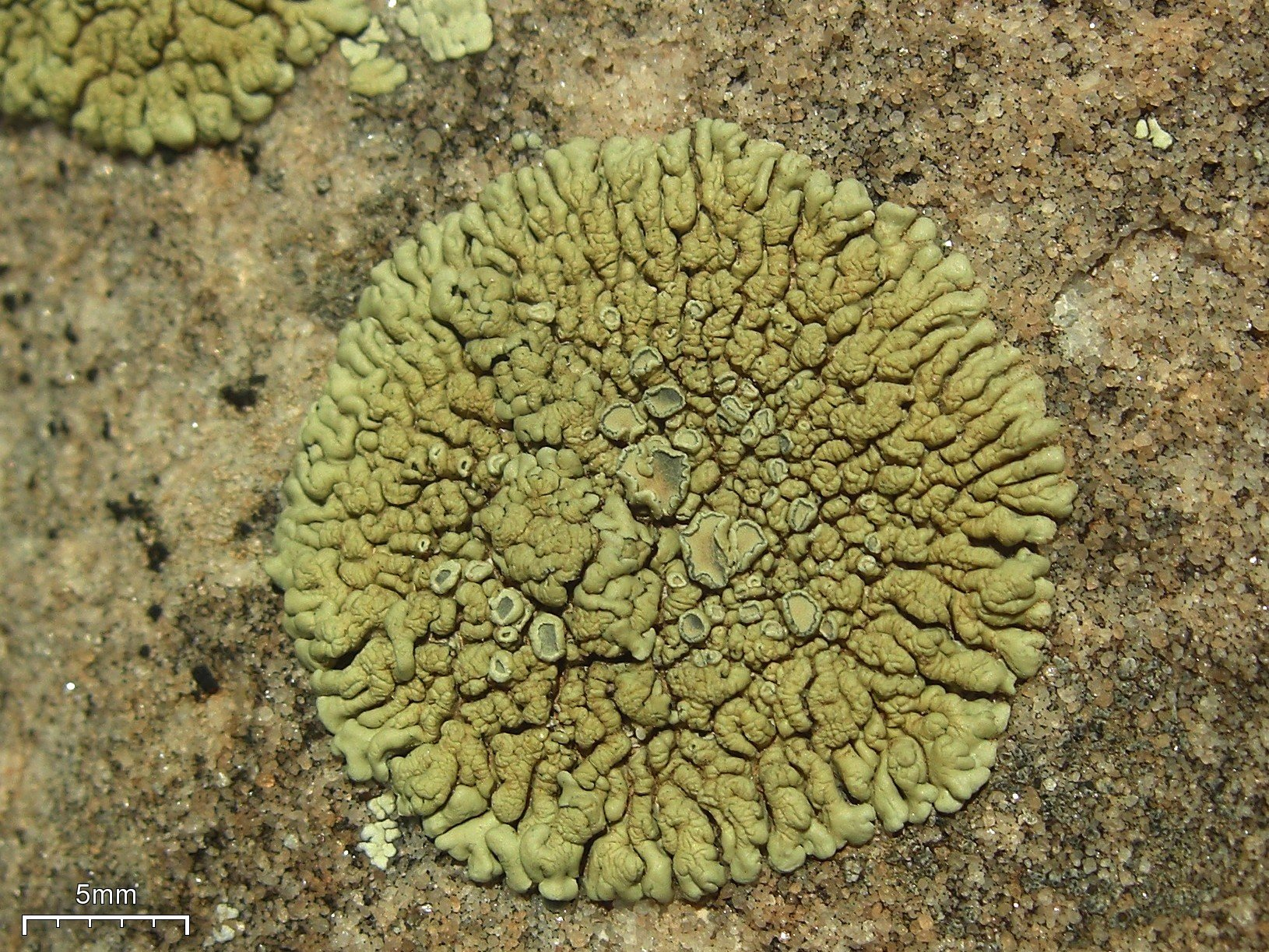
Lecanora garovaglii

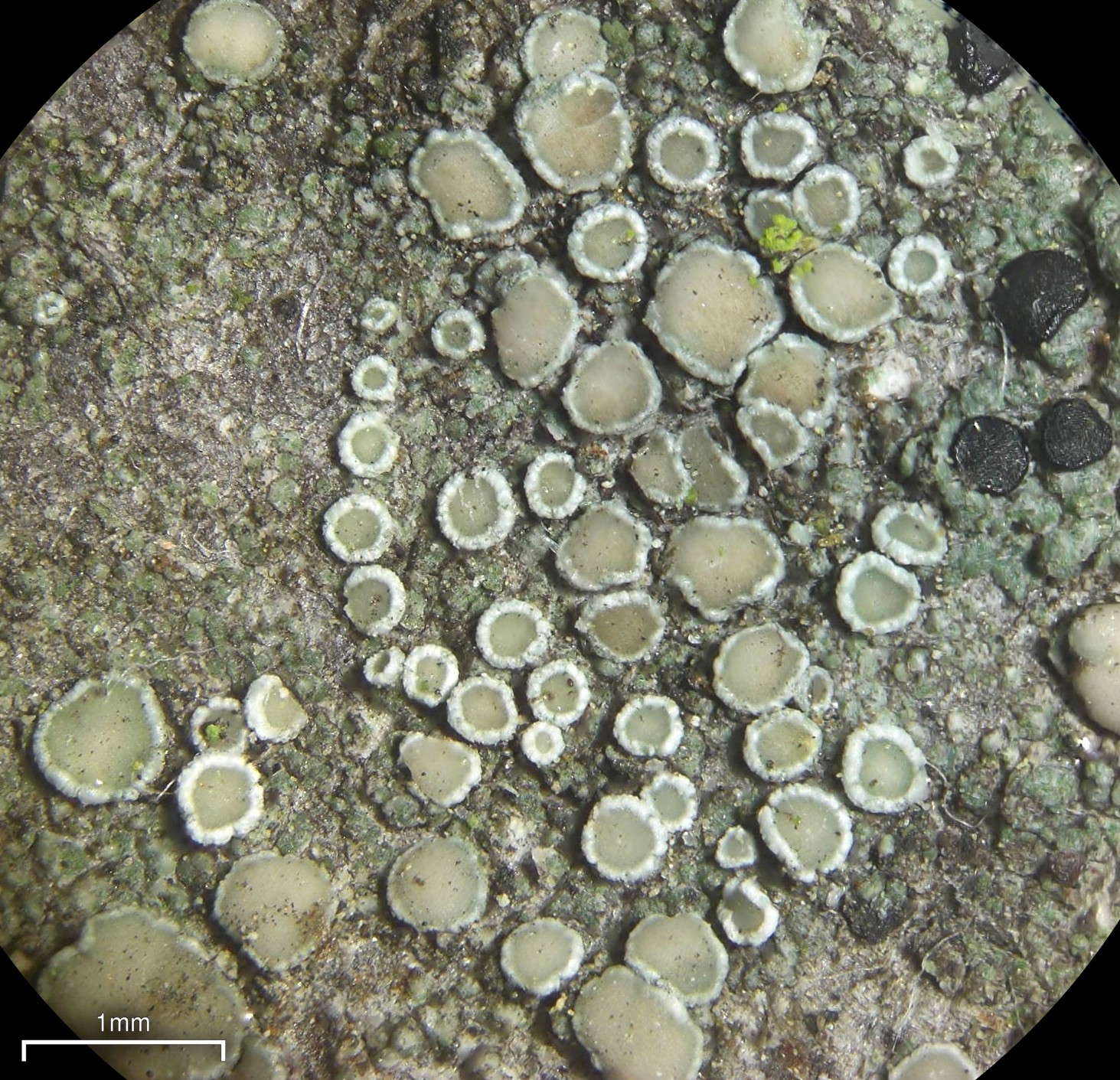
Lecanora laxa

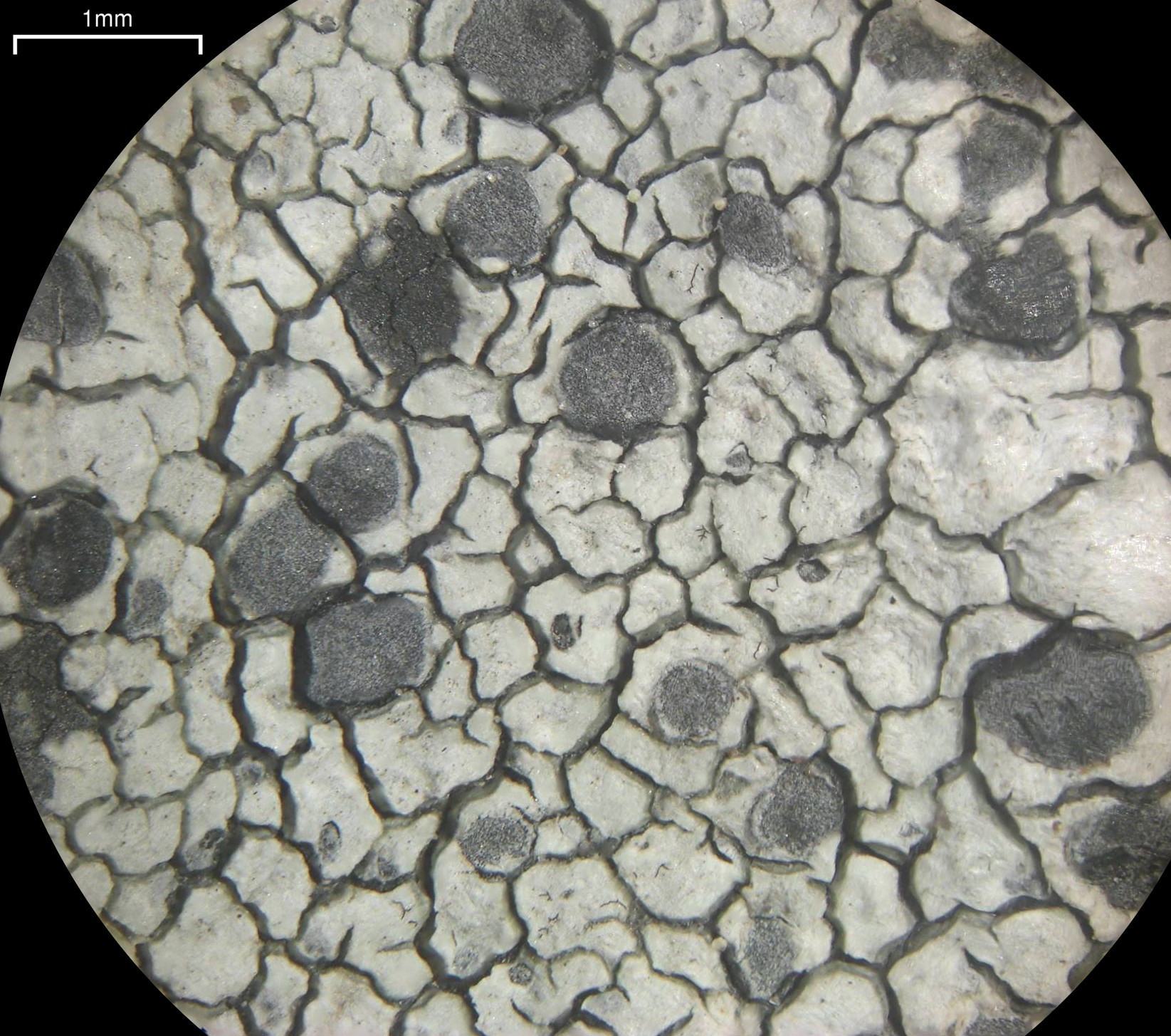
Lecanora oreinoides

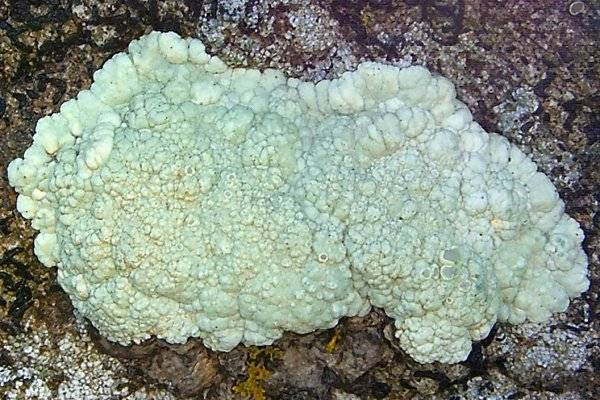
Lecanora pinguis

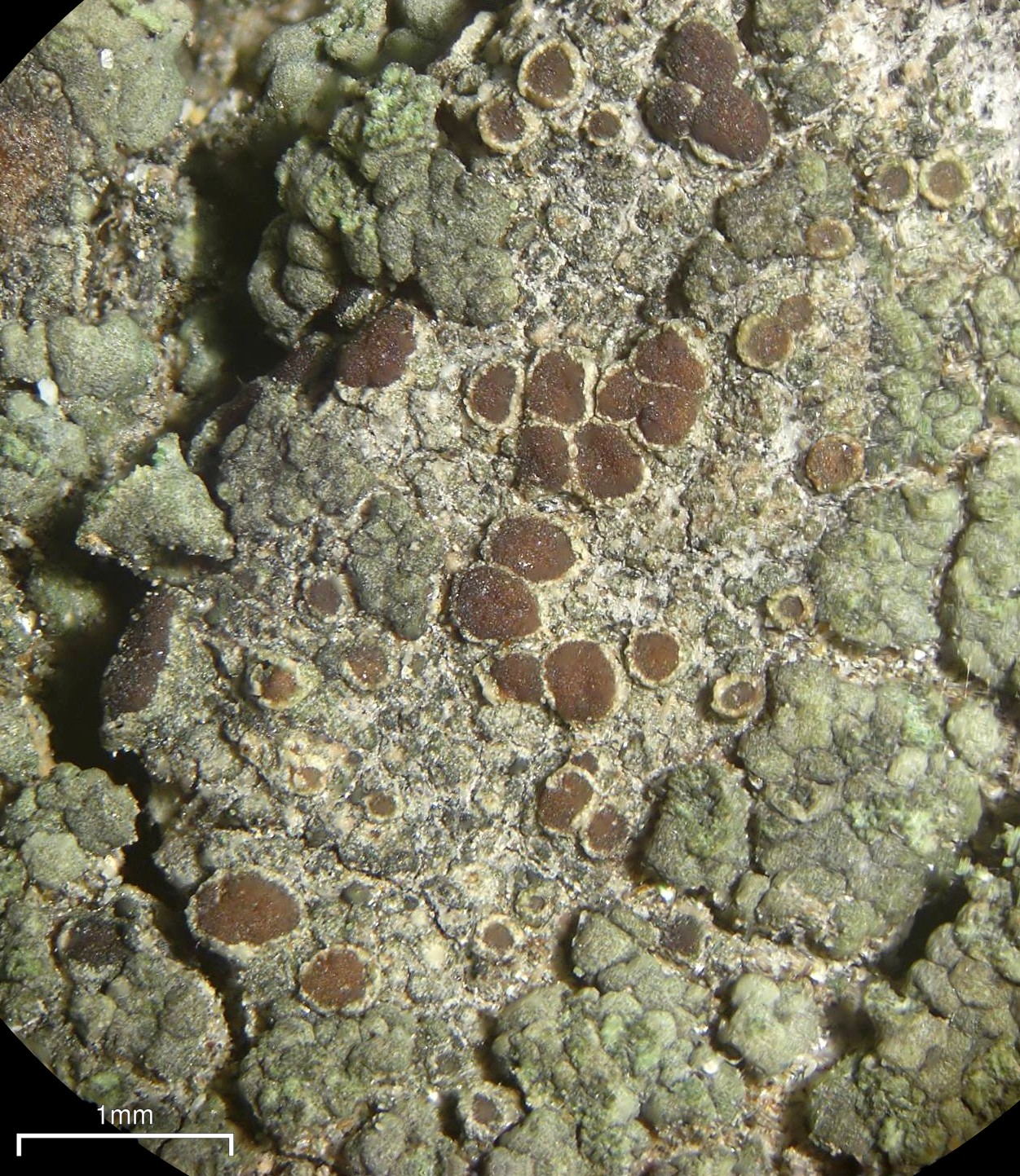
Lecanora saligna

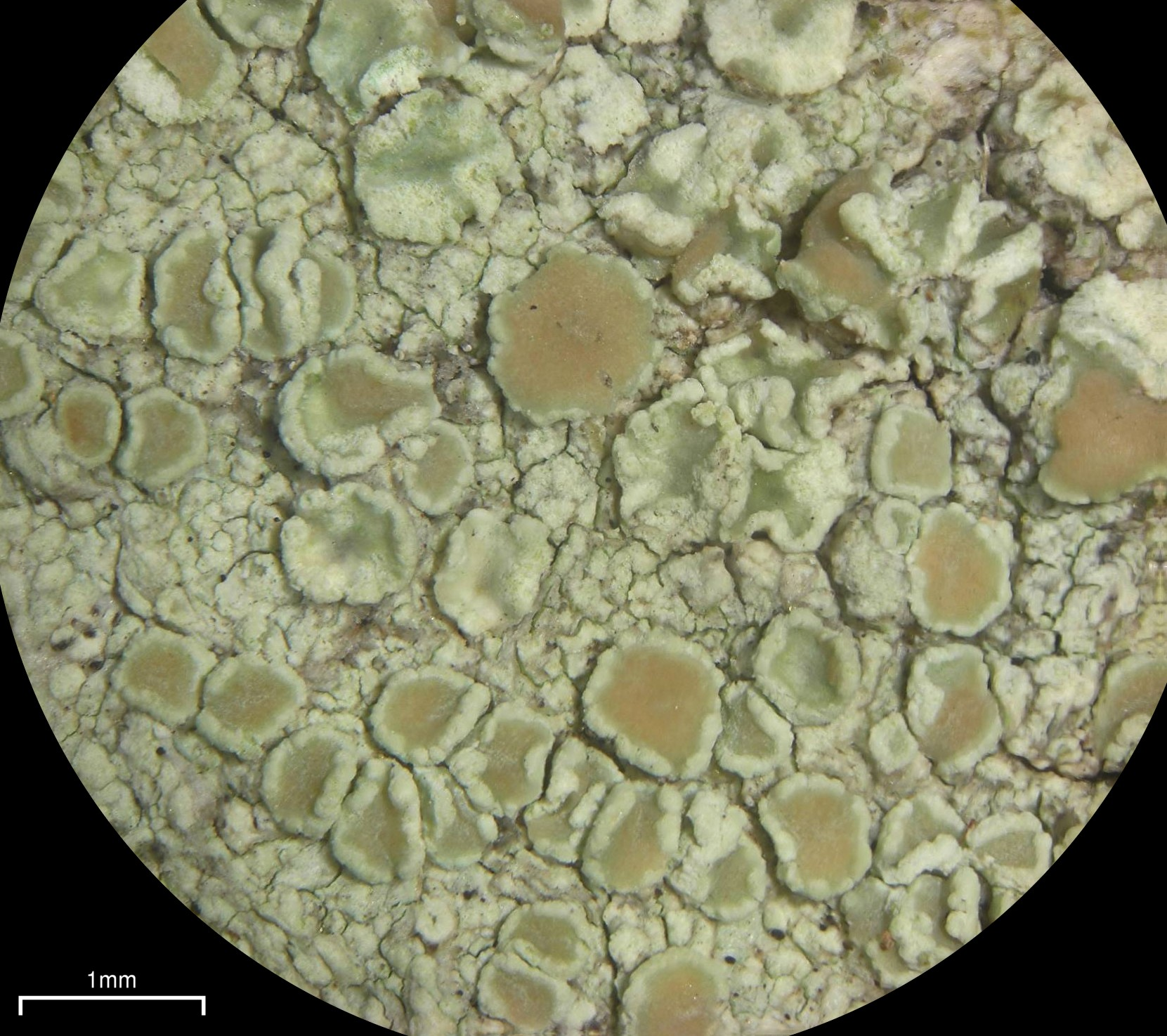
Lecanora strobilina

C'est un lichen dit « disco-lichen », « placodioide » ou « placodiomorphe » : sa surface externe est plus ou moins striée radialement et sa marge présente des lobes.

## Usage alimentaire
Une hypothèse est que la manne du désert pourrait avoir été un lichen de cette famille (Lecanora esculenta par exemple), dont certains qui s'épanouissent après les rares pluies, avant de se détacher de leur support pour former des globules plus ou moins mamelonnés de la taille d'un pois chiche. De tels lichens servent ou servaient encore il y a peu de nourriture aux animaux et humains (en Algérie, au Turkestan ou en Égypte ;  par exemple broyé par les Ouled-Naïls avec de l'orge pour faire un pain grossier) dans les déserts. Le général Yusuf a utilisé ces lichens pour nourrir des chevaux d'abord avec de l'orge puis seuls, apparemment sans problèmes pour les chevaux.

## Liste d'espèces
Selon Catalogue of Life (15 octobre 2013) :
- Lecanora aberrata
- Lecanora achariana
- Lecanora achroa
- Lecanora achrooides
- Lecanora actophila
- Lecanora addubitata
- Lecanora agardhiana
- Lecanora aitema
- Lecanora alba
- Lecanora albellula
- Lecanora albescens
- Lecanora albocaesiella
- Lecanora alboflavida
- Lecanora americana
- Lecanora andina
- Lecanora andrewii
- Lecanora anopta
- Lecanora antiqua
- Lecanora arafurensis
- Lecanora arenisaxicola
- Lecanora argentata
- Lecanora argentea
- Lecanora argopholis
- Lecanora arthothelinella
- Lecanora atroanima
- Lecanora atrosulphurea
- Lecanora atroviridis
- Lecanora austro-oceanica
- Lecanora austrocalifornica
- Lecanora austrointumescens
- Lecanora austrosorediosa
- Lecanora austrotropica
- Lecanora balearica
- Lecanora bandolensis
- Lecanora barkmaniana
- Lecanora beamanii
- Lecanora bicincta
- Lecanora bicinctoidea
- Lecanora bipruinosa
- Lecanora bogotana
- Lecanora boligera
- Lecanora brasiliana
- Lecanora brattiae
- Lecanora brodoana
- Lecanora brodoi
- Lecanora brucei
- Lecanora byssulina
- Lecanora cadubriae
- Lecanora caesiorubella
- Lecanora caesiorugosa
- Lecanora caesiosora
- Lecanora calabrica
- Lecanora californica
- Lecanora campestris
- Lecanora carneolutescens
- Lecanora carpinea
- Lecanora casuarinophila
- Lecanora cavicola
- Lecanora cenisia
- Lecanora cerradoensis
- Lecanora chionocarpoides
- Lecanora chiricahuae
- Lecanora chlarotera
- Lecanora chloroleprosa
- Lecanora chlorophaeodes
- Lecanora cinereofusca
- Lecanora circumborealis
- Lecanora collatolica
- Lecanora comonduensis
- Lecanora compallens
- Lecanora concilianda
- Lecanora concilians
- Lecanora conferta
- Lecanora confusa
- Lecanora congesta
- Lecanora coniferarum
- Lecanora conizaeoides
- Lecanora contractuloides
- Lecanora coppinsii
- Lecanora coronulans
- Lecanora crassithallina
- Lecanora crenulata
- Lecanora demersa
- Lecanora demosthenesii
- Lecanora densa
- Lecanora dispersa
- Lecanora dispersoareolata
- Lecanora dispersogranulata
- Lecanora dissoluta
- Lecanora egranulosa
- Lecanora elapheia
- Lecanora elatinoides
- Lecanora elixii
- Lecanora emergens
- Lecanora epanora
- Lecanora epibryon
- Lecanora epirhoda
- Lecanora expallens
- Lecanora farinacea
- Lecanora farinaria
- Lecanora fimbriatula
- Lecanora flavidocarnea
- Lecanora flavidofusca
- Lecanora flavidomarginata
- Lecanora flavopallida
- Lecanora flavoviridis
- Lecanora flowersiana
- Lecanora formosula
- Lecanora frustulosa
- Lecanora fugiens
- Lecanora fuscescens
- Lecanora fuscobrunnea
- Lecanora fuscococcinea
- Lecanora galactiniza
- Lecanora gangaleoides
- Lecanora garovaglii
- Lecanora geiserae
- Lecanora geophila
- Lecanora gisleriana
- Lecanora glabrata
- Lecanora gongensiana
- Lecanora griseofulva
- Lecanora guatemalensis
- Lecanora guderleyi
- Lecanora gyrophorica
- Lecanora hafelliana
- Lecanora hagenii
- Lecanora handelii
- Lecanora helicopis
- Lecanora helva
- Lecanora hensseniae
- Lecanora horiza
- Lecanora hybocarpa
- Lecanora hypocrocea
- Lecanora hypocrocina
- Lecanora hypocrocinoides
- Lecanora hypoptoides
- Lecanora impudens
- Lecanora insignis
- Lecanora interjecta
- Lecanora intricata
- Lecanora intumescens
- Lecanora iseana
- Lecanora jamesii
- Lecanora juniperina
- Lecanora kansriae
- Lecanora kofae
- Lecanora laatokkaensis
- Lecanora labiosa
- Lecanora lacteola
- Lecanora laevis
- Lecanora lasalliae
- Lecanora latens
- Lecanora latro
- Lecanora laxa
- Lecanora legalloana
- Lecanora leproplaca
- Lecanora leprosa
- Lecanora leptacina
- Lecanora leptacinella
- Lecanora lichexanthona
- Lecanora lividocinerea
- Lecanora loekoesii
- Lecanora lojkaeana
- Lecanora louisianae
- Lecanora lugubris
- Lecanora luteomarginata
- Lecanora margaritula
- Lecanora margarodes
- Lecanora marginata
- Lecanora maxima
- Lecanora mayrhoferi
- Lecanora mazatzalensis
- Lecanora melacarpella
- Lecanora melaena
- Lecanora melaleuca
- Lecanora melanommata
- Lecanora mellea
- Lecanora meridionalis
- Lecanora microphaea
- Lecanora mikuraensis
- Lecanora mobergiana
- Lecanora mosigiicola
- Lecanora mughicola
- Lecanora munzii
- Lecanora nashii
- Lecanora neodegelii
- Lecanora neonashii
- Lecanora neoqueenslandica
- Lecanora neosonorensis
- Lecanora nipponica
- Lecanora notatica
- Lecanora novaehollandiae
- Lecanora novomexicana
- Lecanora opiniconensis
- Lecanora orizabana
- Lecanora orosthea
- Lecanora pachysoma
- Lecanora pacifica
- Lecanora pallidochlorina
- Lecanora pangerangoensis
- Lecanora pannonica
- Lecanora paramerae
- Lecanora perconcinna
- Lecanora perconfusa
- Lecanora perithioides
- Lecanora persimilis
- Lecanora phaedrophthalma
- Lecanora phaeocardia
- Lecanora phaeophora
- Lecanora phaeostigma
- Lecanora phryganitis
- Lecanora physcielloides
- Lecanora pinguis
- Lecanora placodina
- Lecanora placodiolica
- Lecanora planaica
- Lecanora plumosa
- Lecanora poliophaea
- Lecanora populicola
- Lecanora praepostera
- Lecanora pringlei
- Lecanora prosecha
- Lecanora pruinosa
- Lecanora pseudachroa
- Lecanora pseudargentata
- Lecanora pseudistera
- Lecanora pseudodecorata
- Lecanora pseudogangaleoides
- Lecanora pseudomellea
- Lecanora pseudosarcopidoides
- Lecanora pueblae
- Lecanora pulicaris
- Lecanora puniceofusca
- Lecanora queenslandica
- Lecanora quercicola
- Lecanora rabdotoides
- Lecanora reagens
- Lecanora rouxii
- Lecanora rubida
- Lecanora rufocarnea
- Lecanora rugosella
- Lecanora rupicola
- Lecanora ryanii
- Lecanora salicicola
- Lecanora saligna
- Lecanora salina
- Lecanora sambuci
- Lecanora sarcopidoides
- Lecanora schindleri
- Lecanora schizochromatica
- Lecanora semitensis
- Lecanora sierrae
- Lecanora silvae-nigrae
- Lecanora simeonensis
- Lecanora sinuosa
- Lecanora sonorae
- Lecanora soralifera
- Lecanora sorediomarginata
- Lecanora sphaerospora
- Lecanora stenotropa
- Lecanora straminea
- Lecanora stramineoalbida
- Lecanora strobilina
- Lecanora strobilinoides
- Lecanora subaurea
- Lecanora subcarnea
- Lecanora subcarpinea
- Lecanora subcavicola
- Lecanora subcoarctata
- Lecanora subcrenulata
- Lecanora subflava
- Lecanora subimmergens
- Lecanora subimmersa
- Lecanora subintricata
- Lecanora sublivescens
- Lecanora subpraesistens
- Lecanora subravida
- Lecanora subrugosa
- Lecanora subsaligna
- Lecanora substrobilina
- Lecanora subtecta
- Lecanora subtjibodasensis
- Lecanora subumbrina
- Lecanora subviridis
- Lecanora sulcata
- Lecanora sulphurea
- Lecanora swartzii
- Lecanora symmicta
- Lecanora tenera
- Lecanora thallophila
- Lecanora tjibodasensis
- Lecanora toroyensis
- Lecanora tropica
- Lecanora ulrikii
- Lecanora umbrina
- Lecanora umbrosa
- Lecanora utahensis
- Lecanora vainioi
- Lecanora valesiaca
- Lecanora varia
- Lecanora verrucariicola
- Lecanora viriduloflava
- Lecanora weberi
- Lecanora wetmorei
- Lecanora wilsonii
- Lecanora xanthoplumosa
- Lecanora xanthosora
- Lecanora zosterae

Selon Index Fungorum (15 octobre 2013) :
- Lecanora abietina Motyka 1996
- Lecanora abyssinica (Bagl.) Stizenb. 1890
- Lecanora acarosporoides (Anzi) Hue 1887
- Lecanora acceptanda Nyl. 1879
- Lecanora accomodans (Gyeln.) Zahlbr. 1939
- Lecanora accumulata H. Magn. 1940
- Lecanora acerina Motyka 1996
- Lecanora acervulata Raddi 1827
- Lecanora achariana A.L. Sm. 1918
- Lecanora acharii (Ach.) Sommerf. 1826
- Lecanora achroa Nyl. 1876
- Lecanora achroella Nyl. 1876
- Lecanora achroelloides Nyl. 1900
- Lecanora achroides Vain. 1890
- Lecanora acopilconis B. de Lesd. 1940
- Lecanora actophila Wedd. 1875
- Lecanora adamanticola (Hue) Zahlbr. 1928
- Lecanora addubitata Kremp. 1873
- Lecanora adequata Lettau 1956
- Lecanora admontensis Zahlbr. 1903
- Lecanora adolfii J.C. Wei 1991
- Lecanora adplicata Kremp. 1876
- Lecanora adriatica Zahlbr. 1903
- Lecanora adscensionis Ach. 1810
- Lecanora adunans Nyl. 1874
- Lecanora adunans Nyl. 1880
- Lecanora aegyptiaca (Müll. Arg.) Stizenb. 1890
- Lecanora aemulans (Mereschk.) Motyka 1996
- Lecanora aenea (Pers.) Ach. 1814
- Lecanora aequalis (Nyl.) Nyl. 1891
- Lecanora aequata Hue 1915
- Lecanora aequatula Nyl. 1884
- Lecanora aequinoctialis Stizenb. 1890
- Lecanora aeruginascens H. Magn. 1950
- Lecanora aeruginosa Nyl. 1855
- Lecanora affinis Eversm. 1831
- Lecanora africana Zahlbr. 1928
- Lecanora afzeliana Ach. 1810
- Lecanora agardhiana Ach. 1814
- Lecanora aggregans Vain. 1921
- Lecanora aggregata (Kremp.) Motyka 1996
- Lecanora aggregata Mereschk. 1913
- Lecanora aggresta Hue 1911
- Lecanora aghaënsis Zahlbr. 1909
- Lecanora agustini Erichsen
- Lecanora ahtii Vänskä 1986
- Lecanora aitema (Ach.) Hepp 1853
- Lecanora alaskensis H. Magn. 1932
- Lecanora alba Lumbsch 1995
- Lecanora albella (Pers.) Ach. 1810
- Lecanora albellina Müll. Arg. 1889
- Lecanora albellula (Nyl.) Th. Fr. 1871
- Lecanora albescens (Hoffm.) Branth & Rostr. 1869
- Lecanora albescens (Hoffm.) Flörke 1828
- Lecanora albescens Fée 1873
- Lecanora albicans (Nyl.) Hertel & Rambold 1985
- Lecanora albicella Lettau 1956
- Lecanora albida (Kremp.) Nyl. 1891
- Lecanora albidoaurantiaca Hue 1897
- Lecanora albidocoerulescens (Müll. Arg.) Stizenb. 1890
- Lecanora albidofusca Nyl. 1887
- Lecanora albidoochracea Werner 1936
- Lecanora albidopallens Nyl. 1889
- Lecanora albidorufa Zahlbr. 1941
- Lecanora albidula Fée 1873
- Lecanora alboatra Nyl.
- Lecanora alboatrata Nyl. 1863
- Lecanora albocaesia Nyl. 1879
- Lecanora albocaesiella B.D. Ryan & T.H. Nash 2004
- Lecanora albocretacea Zahlbr.
- Lecanora alboeffigurata (Anzi) Jatta 1900
- Lecanora alboflavida Taylor 1836
- Lecanora albolutea Nyl. 1863
- Lecanora albomarginata (B. de Lesd.) Zahlbr. 1928
- Lecanora albonigra H. Magn.
- Lecanora albopruinosa (Arnold) Nyl. 1882
- Lecanora albopruinosa Looman 1963
- Lecanora albopulverulenta (Schaer.) Servít 1931
- Lecanora alboradiata H. Magn. 1939
- Lecanora albosparsa Werner 1958
- Lecanora albospersa Stizenb. 1890
- Lecanora albula (Nyl.) Hue 1897
- Lecanora aleutica H. Magn. 1936
- Lecanora aliena Zahlbr. 1928
- Lecanora allanii Zahlbr. 1941
- Lecanora allophana (Ach.) Nyl. 1872
- Lecanora allophanaeoides B. de Lesd. 1954
- Lecanora allorhiza Nyl. 1868
- Lecanora almorensis (Räsänen) D.D. Awasthi 1965
- Lecanora alnicola Motyka 1996
- Lecanora alpestris Ach. 1810
- Lecanora alpestris Sommerf. 1826

Selon NCBI (15 octobre 2013) :
- Lecanora achariana
- Lecanora achroa
- Lecanora aitema
- Lecanora albella
- Lecanora albescens
- Lecanora allophana
- Lecanora andrewii
- Lecanora anopta
- Lecanora argentata
- Lecanora argopholis
- Lecanora austrocalifornica
- Lecanora austrotropica
- Lecanora bicincta
- Lecanora bipruinosa
- Lecanora burgaziae
- Lecanora caesiorubella
- Lecanora californica
- Lecanora campestris
- Lecanora carpinea
- Lecanora cateilea
- Lecanora cenisia
- Lecanora chlarotera
- Lecanora chlorophaeodes
- Lecanora concolor
- Lecanora confusa
- Lecanora conizaeoides
- Lecanora contractula
- Lecanora crenulata
- Lecanora densa
- Lecanora dispersa
- Lecanora dispersoareolata
- Lecanora elatinoides
- Lecanora epibryon
- Lecanora expallens
- Lecanora farinacea
- Lecanora filamentosa
- Lecanora flavoleprosa
- Lecanora flavopallida
- Lecanora flavoviridis
- Lecanora flotowiana
- Lecanora fuegiensis
- Lecanora fuscescens
- Lecanora fuscobrunnea
- Lecanora gangaleoides
- Lecanora garovaglii
- Lecanora glabrata
- Lecanora hagenii
- Lecanora helva
- Lecanora horiza
- Lecanora hybocarpa
- Lecanora hyperboreorum
- Lecanora imshaugii
- Lecanora intricata
- Lecanora intumescens
- Lecanora kenyana
- Lecanora laxa
- Lecanora leproplaca
- Lecanora leprosa
- Lecanora leptyrodes
- Lecanora lividocinerea
- Lecanora lojkaeana
- Lecanora macrocyclos
- Lecanora margarodes
- Lecanora muralis
- Lecanora nashii
- Lecanora nothocaesiella
- Lecanora novomexicana
- Lecanora opiniconensis
- Lecanora orientoafricana
- Lecanora orosthea
- Lecanora pacifica
- Lecanora paramerae
- Lecanora perpruinosa
- Lecanora phaedrophthalma
- Lecanora phaeocardia
- Lecanora phryganitis
- Lecanora physciella
- Lecanora plumosa
- Lecanora polytropa
- Lecanora populicola
- Lecanora pringlei
- Lecanora pruinosa
- Lecanora pseudogangaleoides
- Lecanora pulicaris
- Lecanora queenslandica
- Lecanora reuteri
- Lecanora rugosella
- Lecanora rupicola
- Lecanora saligna
- Lecanora schizochromatica
- Lecanora semipallida
- Lecanora sorediomarginata
- Lecanora straminea
- Lecanora subcarnea
- Lecanora subcarpinea
- Lecanora subimmergens
- Lecanora subimmersa
- Lecanora subintricata
- Lecanora subrugosa
- Lecanora sulphurea
- Lecanora swartzii
- Lecanora symmicta
- Lecanora thysanophora
- Lecanora toroyensis
- Lecanora tropica
- Lecanora ulrikii
- Lecanora vainioi
- Lecanora valesiaca
- Lecanora varia
- Lecanora wilsonii

Selon ITIS (17 sept. 2013) :
- Lecanora acroides
- Lecanora actophila Wedd.
- Lecanora alaskensis
- Lecanora albescens (Hoffm.) Branth & Rostr.
- Lecanora albula
- Lecanora aleutica
- Lecanora allophana
- Lecanora anoptiza Nyl.
- Lecanora apochraeoides Vain.
- Lecanora applegatei
- Lecanora argentata (Ach.) Malme
- Lecanora argopholis
- Lecanora atrosulphurea (Wahlenb.) Ach.
- Lecanora behringii
- Lecanora bicincta Ram.
- Lecanora bipruinosa
- Lecanora boligera (Th. Fr.) Hedl.
- Lecanora brouardii
- Lecanora cadubriae (A. Massal.) Hedl.
- Lecanora caesiorubella
- Lecanora californica Brodo
- Lecanora campestris (Schaer.) Hue
- Lecanora canadensis
- Lecanora carpinea (L.) Vain.
- Lecanora cascadensis
- Lecanora cateilea (Ach.) A. Massal.
- Lecanora caulophylla
- Lecanora cenisia Ach.
- Lecanora chlarotera Nyl.
- Lecanora chlorophaeodes Nyl.
- Lecanora christoi
- Lecanora cinereofusca H. Magn.
- Lecanora circumborealis Brodo & Vitik.
- Lecanora cladonioides
- Lecanora collatolica
- Lecanora confusa Almb.
- Lecanora congesta
- Lecanora conizaeoides Nyl. ex Cromb.
- Lecanora contractula Nyl.
- Lecanora crenulata Nyl.
- Lecanora cupressi Tuck.
- Lecanora demissa (Flot.) Zahlbr.
- Lecanora deplanans
- Lecanora discoensis
- Lecanora dispersa Röhl.
- Lecanora dispersoareolata
- Lecanora elmorei
- Lecanora epanora (Ach.) Ach.
- Lecanora epibryon (Ach.) Ach.
- Lecanora expallens Ach.
- Lecanora farinaria
- Lecanora flowersiana
- Lecanora fuliginosa Brodo
- Lecanora fuscescens (Sommerf.) Nyl.
- Lecanora fusidula
- Lecanora gangaleoides Nyl.
- Lecanora garovaglii
- Lecanora geophila (Th. Fr.) Poelt
- Lecanora glabrata (Ach.) Malme
- Lecanora glaucopsina
- Lecanora grandis H. Magn.
- Lecanora grantii
- Lecanora granulifera
- Lecanora groenlandica
- Lecanora gyalectodes
- Lecanora hagenii
- Lecanora helicopis (Wahlenb.) Ach.
- Lecanora horiza (Ach.) Linds.
- Lecanora hybocarpa (Tuck.) Brodo
- Lecanora hypoptoides (Nyl.) Nyl.
- Lecanora impudens Degel.
- Lecanora imshaugii Brodo
- Lecanora insignis
- Lecanora intricata (Ach.) Ach.
- Lecanora intumescens (Rebent.) Rabenh.
- Lecanora iowensis
- Lecanora kariana
- Lecanora leprosa
- Lecanora leptacina Sommerf.
- Lecanora lividolutea H. Magn.
- Lecanora louisianae
- Lecanora luteovernalis Brodo
- Lecanora marginata
- Lecanora maxima
- Lecanora melaena
- Lecanora mella
- Lecanora meridionalis H. Magn.
- Lecanora microbola
- Lecanora microfusca
- Lecanora miculata
- Lecanora migromarginata
- Lecanora minutella
- Lecanora monticola
- Lecanora mughicola
- Lecanora muralis (Schreb.) Rabenh.
- Lecanora neoalbomarginata
- Lecanora nephaea
- Lecanora nevadensis
- Lecanora nordenskioeldii
- Lecanora novae-semliae
- Lecanora novomexicana
- Lecanora olivaceopallida
- Lecanora opiniconensis Brodo
- Lecanora orae-frigidae R. Sant.
- Lecanora oreinoides (Körb.) Hertel & Rambold
- Lecanora pacifica
- Lecanora pallida (Schreb.) Rabenh.
- Lecanora permutata
- Lecanora perplexa Brodo
- Lecanora persimilis (Th. Fr.) Nyl.
- Lecanora phaeophora
- Lecanora phryganitis
- Lecanora pinguis
- Lecanora piniperda Körb.
- Lecanora poluninii
- Lecanora polytropa (Hoffm.) Rabenh.
- Lecanora populicola (DC.) Duby
- Lecanora praecrenata
- Lecanora pringlei
- Lecanora pseudistera
- Lecanora pulicaris (Pers.) Ach.
- Lecanora reagens Norman
- Lecanora rolleana
- Lecanora rugosella Zahlbr.
- Lecanora rupicola (L.) Zahlbr.
- Lecanora salicicola Motyka
- Lecanora saligna (Schrad.) Zahlbr.
- Lecanora salina H. Magn.
- Lecanora sambuci (Pers.) Nyl.
- Lecanora scotopholis (Tuck.) Timdal
- Lecanora semitensis
- Lecanora sipeana
- Lecanora sophodopsella
- Lecanora stenospora
- Lecanora straminea Wahlenb. ex Ach.
- Lecanora strobilina (Spreng.) Kieff.
- Lecanora subaurea Zahlbr.
- Lecanora subcarnea
- Lecanora subimmergens
- Lecanora subintricata (Nyl.) Th. Fr.
- Lecanora subrugosa Nyl.
- Lecanora symmicta (Ach.) Ach.
- Lecanora texana W.A. Weber
- Lecanora thallophila
- Lecanora thomsonii
- Lecanora torrida
- Lecanora tristiuscula
- Lecanora umbrina
- Lecanora umbrosa Degel.
- Lecanora utahensis
- Lecanora valesiaca
- Lecanora varia (Hoffm.) Ach.
- Lecanora vegae
- Lecanora viriduloflava
- Lecanora weberi B.D. Ryan
- Lecanora willeyi
- Lecanora wisconsinensis
- Lecanora xanthosora B.D. Ryan & Poelt
- Lecanora zosterae